# 遊々人生
『遊々人生』（ゆうゆうじんせい）は、ハドソンが1988年4月22日に発売したPCエンジン用ボードゲーム。
家庭用ゲーム機初の人生ゲーム。ボードゲームの『人生ゲーム』を題材としているため、タカラのコピーライトが表記されている。
最大5人同時プレイが可能であり、マルチタップにも対応している。対戦相手にコンピュータを加えることもできる。
本作は最初にマルチプレイができたゲームでもあり、高橋名人によるとマルチタップ発売時に遊べるゲームとして候補に挙がっていたという。

## ルール
大まかな流れはボードゲームの『人生ゲーム』と同じでルーレットを回してコマを進め、ゴールを目指す。
最初にプレイヤーとコンピュータの割り振り、名前の登録、ルーレットでの順番決め、プレイヤーの顔とコマとなる車の色を決定し、ゲーム開始となる。
所持金2,500ドルでスタートとなる。最初にビジネスコースに行くかプロコースに行くかを決め、自動車保険に入るかを決定する。プロコースを選ぶと学校へ行くことになり、授業料500ドルを払うことになる。
最終的に所持金の最も多いプレイヤーの勝利となり、プレイヤー全員がゴールしてから順位が決定される。

## 職業
全部で9種類ある。その職業のマスに止まると転職を勧められ、他の職業になることが可能。アイドルスターとアルバイターは自動的に転職コースに進む。プロコースでもサラリーマンになったり、サラリーマンから転職することもできる。
サラリーマン
ビジネスコースを選択すると自動的に決定される。給料は8,000ドル。
給料は安いが、ラッキーチャンスや株で相場を張るときは、当たると他の職業の1.5 - 2倍の金額がもらえる。
アナウンサー
テレビに出てニュースの司会などを行う仕事。給料は20,000ドル。
建築家
ビルなどを建てる仕事。給料は12,000ドル。
医者
手術などを行う仕事。給料は25,000ドル。
先生
学校の先生。給料は10,000ドル。
デザイナー
グラフィックデザイナー。給料は15,000ドル。
パイロット
飛行機で世界をかけ回る仕事。給料は30,000ドル。
アイドルスター
歌って踊れるアイドルタレント。給料は10,000×ルーレットの数（8、9、10は給料なし）。
給料は0 - 70,000ドルとばらつきが多いが、平均は28,000ドルと高い。
アルバイター
プロコースで最後まで職業が決まらないとアルバイターになる。給料は1,000×ルーレットの数（8、9、10は給料なし）。

## マス
止まったマスによって様々なイベントが発生する。
遺産
空から遺産が降ってきて180,000ドルもらえる。
台風
台風で全財産を吹き飛ばされ、スタートへ戻る。
給料日
全員止まるマス。職業に応じた額の給料がもらえる。アイドルスターとアルバイターはルーレットを回す。
株
2回目の給料日で株を買うことができる。3回買うチャンスがあり、損をすることもあるが大金を得ることの方が多い。
結婚
全員から結婚を祝ってもらえる。ルーレットを回して1、2、3だと1,000ドル、4、5、6だと500ドルもらえ、7、8、9、10だともらえない。
ハネムーン
休日を過ごして1,500ドル払う。
マイホーム
全員が通過するイベント。マイホームを買って20,000ドル払う。
火災保険
5,000ドル払って火災保険に入る。家が火事になったときに50,000ドル払うだけで済む。
転職
職業を変更できるマス。途中で2回チャンスがある。
ラッキーチャンス
カケをするか10,000ドルもらうかを選べる。カケに当たると100,000ドルもらえ（サラリーマンは1.5倍）、外れると10,000ドル払うことになる。
仕返し
プレイヤーのうち誰かから100,000ドルもらうか、誰かを15マス戻す。
1回休み
ケガをして救急車に運ばれ、1回休み。
出産
子供が生まれ、全員からお祝いとして500ドルもらえる（双子なら1,000ドル）。子供が生まれていたら海外旅行を回避することができる。
賞金
カラオケ大会でグランプリをとって5,000ドルもらう、趣味で書いた小説がミステリー大賞をとり60,000ドルもらう、宝クジが当たって100,000もらうなどのイベントが起こる。
災害
大地震が起き、前後10マス以内にいるプレイヤーの財産が半分になる。
 ???
エイリアンに会って思わず食事に誘い1,000ドル払う、エジプトに関心がわいて思わずミイラのコレクションをして1,000ドル払う、戦争に備えてシェルターを作り20,000ドル払うなど、変わり種のイベントが起こる。
橋
橋を初めて渡ったプレイヤーは通行権をもらえ、後から橋を渡るプレイヤーから2,000ドルもらえる。
配当
株が上昇し、株券1枚当たり120,000ドルになる。
一攫千金
定年直前にあるマス。庭から噴き出した温泉の権利を売り200,000ドルもらう。
高額出費
海外旅行で140,000ドル、無人島を買って250,000ドル払うなど高額出費することになる。
定年
ここで決算が行われ、子供1人あたり30,000ドルもらえ、約束手形1枚に対し25,000ドル払う。そして、人生最大のカケをするか決める。
人生最大のカケ
ゴール直前にある一発逆転のイベント。ルーレットの1か所に全財産を賭け、当たると500,000ドルもらえるが、外れると全財産を失い開拓地へ行かなければならない。
人生最大のカケに成功したプレイヤーや、行わなかったプレイヤーはそのまま進めるが、失敗して開拓地へ行ったプレイヤーはゲーム終了までそこから出ることはできず、一生開拓地働きになる。
ゴール
1位でゴールしたプレイヤーは100,000ドル、2位は80,000ドル、以下20,000ドルずつの差のボーナスをもらえる。それと同時に株券1枚につき50,000ドル、生命保険は3,000ドルもらえる。

## 隠しゲーム
持ち金表示画面でコマンドを入力すると、ハドソンが1983年に発売したパソコンゲーム『キャノンボール』をアレンジしたミニゲームがプレイできる。

## 開発
本作のメインプログラマーは、『桃太郎伝説』や『桃太郎電鉄』でもチーフプログラマーを務めた飛田雅宏。飛田は「実際のボードゲームの面倒な部分をコンピュータに肩代わりさせてゲームを楽しむことを狙った。ただし、コンピュータが自動でやるとテンポが速くなりすぎるため、場を盛り上げるための工夫に苦労した」と語っている。
テレビCMには宣伝スタッフの一人でもある高橋名人が出演しており、逗子アリーナの近くで撮影が行われた。

### スタッフ
- メインプログラマー：飛田雅宏
- プログラマー：チャーリー なかた（中田伸一）、田中裕二
- サウンドプログラマー：スマイル たきもと（滝本利昭）
- デザイナー：及川泰恵、鈴木民人、たかおか こあら（高岡史江）、ビクトリー アズマ（東明彦）、山口もと
- BGデザイナー：げいりー ふじもと（藤本佳代）
- チーフデザイナー：佐藤裕
- スプライトデザイナー：武田真理